# Böbingen an der Rems
Böbingen an der Rems là một thị xã nằm ở huyện Ostalbkreis, thuộc bang Baden-Württemberg, Đức.